# Wadih al-Khazen
Szejk Wadih al-Khazen – libański publicysta i polityk, katolik-maronita. W latach 1967–1996 był członkiem komitetu wykonawczego Libańskiego Bloku Narodowego. W lutym 2005 roku został mianowany ministrem turystyki w rządzie Umara Karamiego jako przedstawiciel prezydenta Émile'a Lahouda. Jednak już dziesięć dni po jego nominacji gabinet podał się do dymisji. Od 2006 roku Wadih al-Khazen jest przewodniczącym Centralnej Rady Stowarzyszeń Maronickich (w latach 1987–1999 pełnił funkcję wiceprzewodniczącego).